# Sport ve Vatikánu
Ve Vatikánu funguje fotbalový, kriketový a atletický klub. Členy sportovních klubů jsou občané a zaměstnanci Vatikánu, duchovní i laici mnoha národností.

V letech 2006 - 2016 byl Vatikán cílem závodu Ecorally San Marino, určeném pro auta s alternativním pohonem.

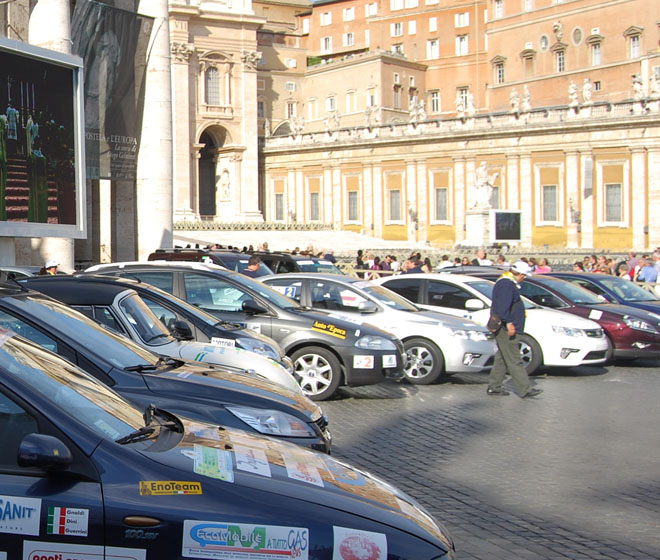
Účastníci závodu Ecorally 2010 ve Vatikánu

## Atletika
Papežská rada pro kulturu v roce 2017 převzala patronát nad atletickým klubem (Athletica Vaticana), který se v roce 2019 stal první oficiální vaktikánskou sportovní asociací s přibližně 60 členy. Cílem je mimo jiné účast na mezinárodních soutěžích včetně olympijských her. Organizace je od roku 2021 členem Mezinárodní cyklistické unie a Světové federace taekwonda.

## Kriket
Amatérský Kriketový klub sv. Petra pod patronátem Papežské rady pro kulturu byl z podnětu Johna McCarthyho, australského velvyslance při Svatém stolci, založen v roce 2013. Důvodem k založení byla snaha navázat lepší vztahy mezi katolickou církví a regiony, kde je kriket velmi populární (Velká Británie, Indie, Karibik). Hráči jsou vybíráni z řad seminaristů a kněží na katolických kolejích v celém Římě, nemusí se tedy nutně jednat o občany Vatikánu. Tým trénuje na hřišti klubu Roma Capannelle CC.

## Fotbal

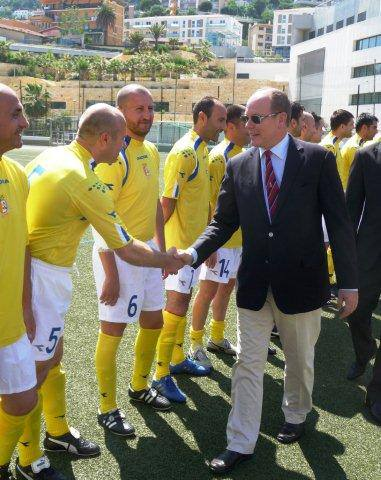
Vatikánský fotbalový tým v Monaku

Ve Vatikánu už 50 let funguje zhruba 8 fotbalových klubů, přesto jde o jeden z mála suverénních států na světě, který není členem FIFA. Všechny týmy jsou čistě amatérské a Vatikán se záměrně vyhýbá jejich profesionalizaci.
Tréninky i zápasy se obvykle odehrávají na hřišti ve sportovním komplexu Pia XI. (Campo Pio XI), které se nachází mimo hradby Vatikánu, ale v jejich blízkosti.

### Historie
První fotbalový zápas se na nádvoří Belvedere ve Vatikánu odehrál již 7. ledna 1521, kdy mezi diváky seděl i tehdejší papež Lev X. První turnaj moderní verze fotbalu se konal v roce 1947. Zúčastnily se ho 4 týmy, tvořené zaměstnanci Svatého stolce. Kvůli tvrdému konkurenčnímu přístupu účastníků však byly další soutěže zrušeny a k jejich obnovení došlo až na přelomu 60. a 70. let 20. století. V roce 1966 byl založen první fotbalový klub S.S. Hermes, složený ze zaměstnanců Vatikánských muzeí (dnes tým Musei Vaticani). Následoval v rychlém sledu vznik dalších týmů, a proto byla v roce 1972 založena Asociace amatérských sportů ve Vatikánu (Associazione Sportiva Dilettantistica "Sport in Vaticano"), zaštiťující šampionát s názvem „Pohár přátelství“ (Coppa Amicizia), který se koná dosud, ovšem od roku 1980 pod názvem Campionato della Città del Vaticano.
Vatikánský národní fotbalový tým vznikl v roce 1994 a v roce 2019 byl vytvořen i ženský národní tým.

### Aktivita
Ve Vatikánu se každoročně odehrává několik soutěží:
- Campionato della Città del Vaticano - od roku 1972 (do roku 1980 označeno jako Coppa Amicizia)[15]
- Coppa Sergio Valci - od roku 1985 (do roku 1993 známé jako Coppa ACDV, poté přejmenováno po zakladateli a dlouholetém prezidentovi vatikánské sportovní asociace)
- Vatican Supercoppa - od roku 2005; zápas vítězů obou předchozích šampionátů (Campionato della Città del Vaticano x Coppa Sergio Valci)[16]
- Clericus cup - mistrovství světa pro kněze a seminaristy z papežských kolejí v Římě.[17] Šampionát vznikl v roce 2007 a soutěží v něm zhruba 16 týmů. Organizuje jej italská organizace Centro Sportivo Italiano.[18][19]

### Vatikánské fotbalové kluby
Vatikánské fotbalové týmy reprezentují různá oddělení a úřady městského státu. Týmy mají obvykle 9 hráčů.
K roku 2014 bylo ve Vatikánu celkem 9 týmů:
- Musei Vaticani (původně S.S. Hermes) - tým složený ze zaměstnanců Vatikánských muzeí (od 1966)[21]
- Gsp - Guardia Svizzera Pontificia - tým Švýcarské gardy (od 1934)[22]
- Gendarmeria - tým vatikánských četníků
- Santos - smíšený tým bez vyhraněné vazby na konkrétní organizaci
- DirTel - tým zaměstnanců vatikánské pošty
- Archivio - tým zaměstnanců Vatikánského tajného archivu[23]
- Dirseco
- Fortitudo 2007 - tým zaměstnanců guvernorátu
- OPBG - tým zaměstnanců dětské nemocnice Bambino Gesù[24]